# 10e étape du Tour de France 2000
Pour un article plus général, voir Tour de France 2000.
La 10e étape du Tour de France 2000 a eu lieu le 10 juillet 2000 entre Dax et Hautacam sur une distance de 205 km. Elle a été remportée par l'Espagnol Javier Otxoa (Kelme-Costa Blanca).

Cette étape est marquée par l'envol spectaculaire de Lance Armstrong dans la dernière ascension.

Lance Armstrong prend le maillot jaune et tue le suspense. Jan Ullrich est treizième à 4 min 1 s, Alex Zülle est dixième à 3 min 47 s et Marco Pantani est 21e à 5 min 52 s.

Au classement général, Jan Ullrich est second et Christophe Moreau 3ème.

## Récit de la course
Jacky Durand est le premier attaquant à avoir une avance significative. Il est rejoint par Nico Mattan et Javier Otxoa. Ces deux derniers entament seuls l'ascension du col de Marie-Blanque avec un quart d'heure d'avance sur le peloton. Plusieurs attaques dans le col et ensuite dans la vallée de Laruns créent des groupes de poursuivants. À l'approche de Gourette, Virenque sort du peloton et rejoint son coéquipier Hervé partit précédemment et ensemble vont rejoindre un groupe avec Escartin. Virenque continue sa progression dans la descente de l'Aubisque pour rejoindre Mancebo et Botero avant le sommet du Soulor. Ce trio est repris par le groupe d'Escartin dans la vallée vers Argelès-Gazost.
Dans le deuxième groupe, le peloton des favoris est à 10 min 30 s. Dans la montée vers la station d'Hautacam, Marco Pantani place une attaque à 12 km de l'arrivée, il est suivi par Alex Zülle d'abord, puis Lance Armstrong part seul et rattrape tous les groupes. Jan Ullrich ne peut pas suivre. Il reprend tous les intercalés et seul José María Jiménez peut le suivre. À 5 km du sommet, le duo est à 4 min 58 s de Javier Otxoa. Aux 3 km, Lance Armstrong lâche José María Jiménez et termine avec seulement 42 s de retard sur Otxoa qui à la fois remporte l'étape, endosse le maillot à pois et est récompensé par le prix de la combativité.

## Classement de l'étape
| \| Classement de l'étape \| Classement de l'étape \| Classement de l'étape \| Classement de l'étape \| Classement de l'étape \| \| Coureur \| Coureur \| Pays \| Équipe \| Temps \| \| --------------------- \| --------------------- \| --------------------- \| --------------------- \| --------------------- \| \| 1er \| Javier Otxoa \| Espagne \| Kelme-Costa Blanca \| 6 h 09 min 32 s \| \| 2e \| Lance Armstrong \| États-Unis \| US Postal Service \| DQ \| \| 3e \| José María Jiménez \| Espagne \| Banesto \| + 1 min 13 s \| \| 4e \| Richard Virenque \| France \| Polti \| + 1 min 57 s \| \| 5e \| Manuel Beltrán \| Espagne \| Mapei-Quick Step \| + 1 min 57 s \| \| 6e \| Fernando Escartín \| Espagne \| Kelme-Costa Blanca \| + 2 min 02 s \| \| 7e \| Roberto Heras \| Espagne \| Kelme-Costa Blanca \| + 2 min 02 s \| \| 8e \| Christophe Moreau \| France \| Festina \| + 3 min 05 s \| \| 9e \| Joseba Beloki \| Espagne \| Festina \| + 3 min 35 s \| \| 10e \| Alex Zülle \| Suisse \| Banesto \| + 3 min 47 s \| |                    |            |                    |                 |
| |                    |            |                    |                 |
| |                    |            |                    |                 |
| Classement de l'étape |                    |            |                    |                 |
| Coureur | Coureur            | Pays       | Équipe             | Temps           |
| 1er | Javier Otxoa       | Espagne    | Kelme-Costa Blanca | 6 h 09 min 32 s |
| 2e | Lance Armstrong    | États-Unis | US Postal Service  | DQ              |
| 3e | José María Jiménez | Espagne    | Banesto            | + 1 min 13 s    |
| 4e | Richard Virenque   | France     | Polti              | + 1 min 57 s    |
| 5e | Manuel Beltrán     | Espagne    | Mapei-Quick Step   | + 1 min 57 s    |
| 6e | Fernando Escartín  | Espagne    | Kelme-Costa Blanca | + 2 min 02 s    |
| 7e | Roberto Heras      | Espagne    | Kelme-Costa Blanca | + 2 min 02 s    |
| 8e | Christophe Moreau  | France     | Festina            | + 3 min 05 s    |
| 9e | Joseba Beloki      | Espagne    | Festina            | + 3 min 35 s    |
| 10e | Alex Zülle         | Suisse     | Banesto            | + 3 min 47 s    |

## Classement général
Après cette première étape de montagne, le classement général est complètement chamboulé. Deuxième de l'étape, l'Américain Lance Armstrong s'empare de la tête du classement général. Il devance maintenant l'Allemand Jan Ullrich (Deutsche Telekom) de plus de quatre minutes et le Français Christophe Moreau (Festina) de plus de cinq minutes. Le seul membre du top 10 avant l'étape et qui y reste est le Belge Marc Wauters (Rabobank) qui perd une place et se retrouve 4e, à cinq minutes et 18 secondes du porteur du maillot jaune.
| \| Classement général \| Classement général \| Classement général \| Classement général \| Classement général \| \| Coureur \| Coureur \| Pays \| Équipe \| Temps \| \| ------------------ \| ------------------ \| ------------------ \| ------------------ \| ------------------ \| \| 1er \| Lance Armstrong \| États-Unis \| US Postal Service \| DQ \| \| 2e \| Jan Ullrich \| Allemagne \| Deutsche Telekom \| + 4 min 14 s \| \| 3e \| Christophe Moreau \| France \| Festina \| + 5 min 10 s \| \| 4e \| Marc Wauters \| Belgique \| Rabobank \| + 5 min 18 s \| \| 5e \| Peter Luttenberger \| Autriche \| ONCE-Deutsche Bank \| + 5 min 21 s \| \| 6e \| Joseba Beloki \| Espagne \| Festina \| + 5 min 23 s \| \| 7e \| Manuel Beltrán \| Espagne \| Mapei-Quick Step \| + 5 min 44 s \| \| 8e \| Javier Otxoa \| Espagne \| Kelme-Costa Blanca \| + 6 min 13 s \| \| 9e \| José María Jiménez \| Espagne \| Banesto \| + 6 min 21 s \| \| 10e \| Ángel Casero \| Espagne \| Festina \| + 6 min 55 s \| |                    |            |                    |              |
| |                    |            |                    |              |
| |                    |            |                    |              |
| Classement général |                    |            |                    |              |
| Coureur | Coureur            | Pays       | Équipe             | Temps        |
| 1er | Lance Armstrong    | États-Unis | US Postal Service  | DQ           |
| 2e | Jan Ullrich        | Allemagne  | Deutsche Telekom   | + 4 min 14 s |
| 3e | Christophe Moreau  | France     | Festina            | + 5 min 10 s |
| 4e | Marc Wauters       | Belgique   | Rabobank           | + 5 min 18 s |
| 5e | Peter Luttenberger | Autriche   | ONCE-Deutsche Bank | + 5 min 21 s |
| 6e | Joseba Beloki      | Espagne    | Festina            | + 5 min 23 s |
| 7e | Manuel Beltrán     | Espagne    | Mapei-Quick Step   | + 5 min 44 s |
| 8e | Javier Otxoa       | Espagne    | Kelme-Costa Blanca | + 6 min 13 s |
| 9e | José María Jiménez | Espagne    | Banesto            | + 6 min 21 s |
| 10e | Ángel Casero       | Espagne    | Festina            | + 6 min 55 s |

## Classements annexes
| Classement par points | Classement par points | Classement par points | Classement par points   | Classement par points |
| Coureur               | Coureur               | Pays                  | Équipe                  | Points                |
| --------------------- | --------------------- | --------------------- | ----------------------- | --------------------- |
| 1er                   | Erik Zabel            | Allemagne             | Deutsche Telekom        | 169 pts               |
| 2e                    | Marcel Wüst           | Allemagne             | Festina                 | 152 pts               |
| 3e                    | Tom Steels            | Belgique              | Mapei-Quick Step        | 111 pts               |
| 4e                    | Romāns Vainšteins     | Lettonie              | Vini Caldirola-Sidermec | 102 pts               |
| 5e                    | Emmanuel Magnien      | France                | La Française des jeux   | 84 pts                |

| Classement par points | Classement par points | Classement par points | Classement par points   | Classement par points |
| Coureur               | Coureur               | Pays                  | Équipe                  | Points                |
| --------------------- | --------------------- | --------------------- | ----------------------- | --------------------- |
| 1er                   | Erik Zabel            | Allemagne             | Deutsche Telekom        | 169 pts               |
| 2e                    | Marcel Wüst           | Allemagne             | Festina                 | 152 pts               |
| 3e                    | Tom Steels            | Belgique              | Mapei-Quick Step        | 111 pts               |
| 4e                    | Romāns Vainšteins     | Lettonie              | Vini Caldirola-Sidermec | 102 pts               |
| 5e                    | Emmanuel Magnien      | France                | La Française des jeux   | 84 pts                |

| Classement de la montagne | Classement de la montagne | Classement de la montagne | Classement de la montagne       | Classement de la montagne |
| Coureur                   | Coureur                   | Pays                      | Équipe                          | Points                    |
| ------------------------- | ------------------------- | ------------------------- | ------------------------------- | ------------------------- |
| 1er                       | Javier Otxoa              | Espagne                   | Kelme-Costa Blanca              | 140 pts                   |
| 2e                        | Nico Mattan               | Belgique                  | Cofidis-Le Crédit par Téléphone | 83 pts                    |
| 3e                        | Richard Virenque          | France                    | Polti                           | 65 pts                    |
| 4e                        | Francisco Mancebo         | Espagne                   | Banesto                         | 56 pts                    |
| 5e                        | Santiago Botero           | Colombie                  | Kelme-Costa Blanca              | 51 pts                    |

| Classement de la montagne | Classement de la montagne | Classement de la montagne | Classement de la montagne       | Classement de la montagne |
| Coureur                   | Coureur                   | Pays                      | Équipe                          | Points                    |
| ------------------------- | ------------------------- | ------------------------- | ------------------------------- | ------------------------- |
| 1er                       | Javier Otxoa              | Espagne                   | Kelme-Costa Blanca              | 140 pts                   |
| 2e                        | Nico Mattan               | Belgique                  | Cofidis-Le Crédit par Téléphone | 83 pts                    |
| 3e                        | Richard Virenque          | France                    | Polti                           | 65 pts                    |
| 4e                        | Francisco Mancebo         | Espagne                   | Banesto                         | 56 pts                    |
| 5e                        | Santiago Botero           | Colombie                  | Kelme-Costa Blanca              | 51 pts                    |

| Classement du meilleur jeune | Classement du meilleur jeune | Classement du meilleur jeune | Classement du meilleur jeune    | Classement du meilleur jeune |
| Coureur                      | Coureur                      | Pays                         | Équipe                          | Temps                        |
| ---------------------------- | ---------------------------- | ---------------------------- | ------------------------------- | ---------------------------- |
| 1er                          | Francisco Mancebo            | Espagne                      | Banesto                         | 39 h 32 min 51 s             |
| 2e                           | David Millar                 | Royaume-Uni                  | Cofidis-Le Crédit par Téléphone | + 4 min 13 s                 |
| 3e                           | Guido Trentin                | Italie                       | Vini Caldirola-Sidermec         | + 6 min 06 s                 |
| 4e                           | David Cañada                 | Espagne                      | ONCE-Deutsche Bank              | + 6 min 08 s                 |
| 5e                           | Grischa Niermann             | Allemagne                    | Rabobank                        | + 7 min 20 s                 |

| Classement du meilleur jeune | Classement du meilleur jeune | Classement du meilleur jeune | Classement du meilleur jeune    | Classement du meilleur jeune |
| Coureur                      | Coureur                      | Pays                         | Équipe                          | Temps                        |
| ---------------------------- | ---------------------------- | ---------------------------- | ------------------------------- | ---------------------------- |
| 1er                          | Francisco Mancebo            | Espagne                      | Banesto                         | 39 h 32 min 51 s             |
| 2e                           | David Millar                 | Royaume-Uni                  | Cofidis-Le Crédit par Téléphone | + 4 min 13 s                 |
| 3e                           | Guido Trentin                | Italie                       | Vini Caldirola-Sidermec         | + 6 min 06 s                 |
| 4e                           | David Cañada                 | Espagne                      | ONCE-Deutsche Bank              | + 6 min 08 s                 |
| 5e                           | Grischa Niermann             | Allemagne                    | Rabobank                        | + 7 min 20 s                 |

| Classement par équipes | Classement par équipes | Classement par équipes | Classement par équipes |
| Équipe                 | Équipe                 | Pays                   | Temps                  |
| ---------------------- | ---------------------- | ---------------------- | ---------------------- |
| 1re                    | Rabobank               | Pays-Bas               | 118 h 15 min 20 s      |
| 2e                     | Banesto                | Espagne                | + 6 min 49 s           |
| 3e                     | Festina                | France                 | + 11 min 17 s          |
| 4e                     | Mapei-Quick Step       | Belgique               | + 14 min 02 s          |
| 5e                     | Deutsche Telekom       | Allemagne              | + 16 min 01 s          |

| Classement par équipes | Classement par équipes | Classement par équipes | Classement par équipes |
| Équipe                 | Équipe                 | Pays                   | Temps                  |
| ---------------------- | ---------------------- | ---------------------- | ---------------------- |
| 1re                    | Rabobank               | Pays-Bas               | 118 h 15 min 20 s      |
| 2e                     | Banesto                | Espagne                | + 6 min 49 s           |
| 3e                     | Festina                | France                 | + 11 min 17 s          |
| 4e                     | Mapei-Quick Step       | Belgique               | + 14 min 02 s          |
| 5e                     | Deutsche Telekom       | Allemagne              | + 16 min 01 s          |

## liens externes
- « 87ème Tour de France 2000 - 10ème étape: le parcours, Dax-Hautacam, 205 km, lundi 10 juillet 2000 », sur Mémoire du cyclisme